# Monnina floribunda
Monnina floribunda är en jungfrulinsväxtart som beskrevs av José Jéronimo Triana och Planch.. Monnina floribunda ingår i släktet Monnina och familjen jungfrulinsväxter. Inga underarter finns listade i Catalogue of Life.